# Горенское сельское поселение (Мордовия)
Горенское се́льское поселе́ние — муниципальное образование в Зубово-Полянском районе Мордовии Российской Федерации.
Административный центр — село Горенка.

## История
Статус и границы сельского поселения установлены Законом Республики Мордовия от 7 февраля 2005 года № 12-З «Об установлении границ муниципальных образований Зубово-Полянского муниципального района, Зубово-Полянского муниципального района и наделении их статусом сельского поселения, городского поселения и муниципального района».

## Население
| 2002 | 2010 | 2012 | 2013 | 2014 | 2015 | 2016 |
| ---- | ---- | ---- | ---- | ---- | ---- | ---- |
| 825  | ↘716 | ↘683 | ↘677 | ↘653 | ↘632 | ↘615 |
| 2017 | 2018 | 2019 | 2020 | 2021 |      |      |
| ↘605 | ↘586 | ↘558 | ↘536 | ↘507 |      |      |

## Состав сельского поселения
| № | Населённый пункт | Тип населённого пункта       | Население |
| - | ---------------- | ---------------------------- | --------- |
| 1 | Горенка          | село, административный центр | ↘162      |
| 2 | Калиновка        | деревня                      | ↘183      |
| 3 | Кочетовка        | село                         | ↘83       |
| 4 | Преображенка     | посёлок                      | ↗13       |
| 5 | Русский Лундан   | село                         | ↘188      |
| 6 | Татарский Лундан | деревня                      | ↘87       |